# Victoria Kawesa
Victoria Kawesa (Kampala (Uganda), 12 d'abril del 1975) és una professora i política ugandesa amb passaport suec, activista en la lluita antiracista i feminista. Des del 24 de març del 2017 dirigeix Iniciativa Feminista, al costat de la seua fundadora, Gudrun Shyman, i és la primera política d'un partit rellevant a Suècia que no ha nascut en aquest estat.

## Trajectòria
Victoria Kawesa Arribà a Suècia com a refugiada als nou anys d'edat, amb la seua família, procedent d'Uganda, i residiren a Tensta, a Estocolm.
En l'actualitat fa un doctorat en Estudis de Gènere i ha treballat en la Unió Europea en drets humans, en recerca, i treballant com a experta en temes relacionats amb igualtat de gènere, migració, racisme, drets de la infantesa, protecció jurídica, etc.
És professora en estudis de gènere en la Universitat de Södertörns d'Estocolm.
El 2014 era la tercera en la llista d'Iniciativa Feminista per a les eleccions parlamentàries, però no va pas aconseguir escó. En els darrers anys en Iniciativa Feminista ha estat portaveu en antiracisme i feminisme.
El 26 de març del 2017 en el congrés general del partit, realitzat a Västerås, l'elegiren per a dirigir Iniciativa Feminista, ensems amb la cofundadora de l'organització Gudrun Schyman.(2)